# Plenty Coups Peak
Der Plenty Coups Peak ist ein Berg im Yellowstone-Nationalpark im nordwestlichen Teil des US-Bundesstaates Wyoming. Sein Gipfel hat eine Höhe von 3335 m. Er befindet sich wenige Kilometer südlich des US Highway 14/16/20, bildet die Grenze zum Shoshone National Forest und ist Teil der Absaroka-Bergkette in den Rocky Mountains. Der Atkins Peak liegt rund einen Kilometer südlich, der Mount Langford ca. drei Kilometer nordwestlich.

## Belege
1. ↑  Plenty Coups Peak - Peakbagger.com. Abgerufen am 19. Dezember 2020.